# Usbekische Rugby-Union-Nationalmannschaft
Die usbekische Rugby-Union-Nationalmannschaft vertritt Usbekistan in der Sportart Rugby Union. Sie gehört der dritten Stärkeklasse (third tier) an. 2008 trat erstmals eine usbekische Rugbynationalmannschaft zu einem internationalen Spiel an. Zuvor spielte das Team als Teil der Sowjetunion und der Gemeinschaft Unabhängiger Staaten. Bislang konnten die Usbeken sich noch nicht für eine Weltmeisterschaft qualifizieren.

## Geschichte
1936 wurde der Rugbyunionverband der Sowjetunion gegründet. Bis 1991 war die usbekische Mannschaft Teil dieses Verbandes. Am 8. Oktober 2008 spielte die usbekische Nationalmannschaft das erste offizielle Spiel seiner Geschichte gegen Iran, das mit 6:8 verloren wurde. Zwei Tage später schaffte das Team ein Unentschieden gegen Kirgisistan mit 15:15. Im Juni 2009 gelang der usbekischen Auswahl der erste Sieg in der jungen Rugby-Union-Geschichte. Gegner war erneut Kirgisistan.

## Länderspiele
| Land        | Spiele | Gewonnen | Verloren | Unentschieden |
| ----------- | ------ | -------- | -------- | ------------- |
| Iran        | 1      | 0        | 1        | 0             |
| Kirgisistan | 2      | 1        | 0        | 1             |
| Total       | 3      | 1        | 1        | 1             |

## Ergebnisse bei Weltmeisterschaften
- Weltmeisterschaft 1987: nicht teilgenommen
- Weltmeisterschaft 1991: nicht teilgenommen
- Weltmeisterschaft 1995: nicht teilgenommen
- Weltmeisterschaft 1999: nicht teilgenommen
- Weltmeisterschaft 2003: nicht teilgenommen
- Weltmeisterschaft 2007: nicht teilgenommen